# Acer maximowiczianum
El Acer maximowiczianum o arce nikko es una especie de arce ampliamente distribuida en China (Anhui, Hubei, Hunan, Jiangxi, Sichuan, Zhejiang) y Japón (Honshu, Kyushu, Shikoku).

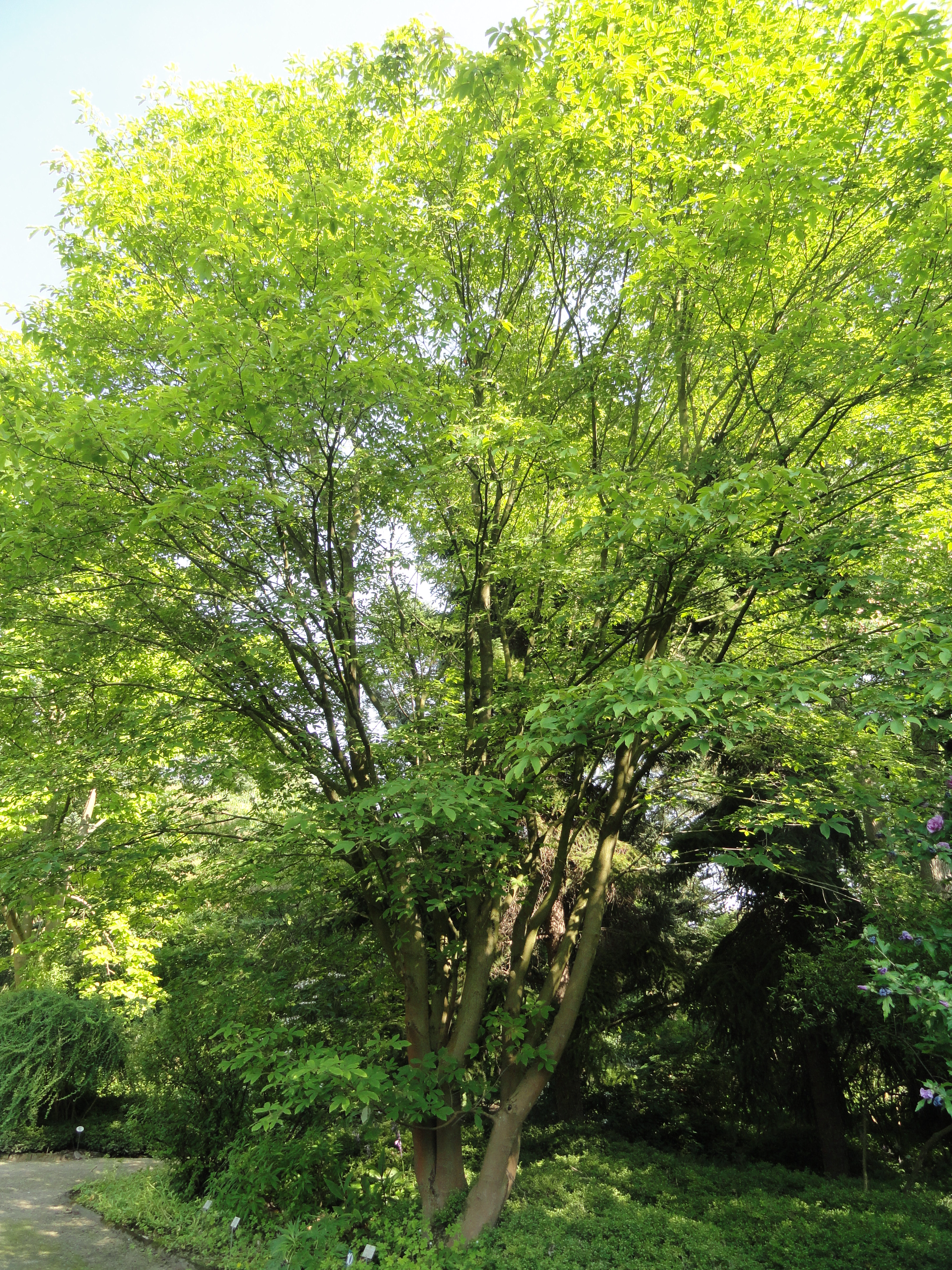
Vista del árbol

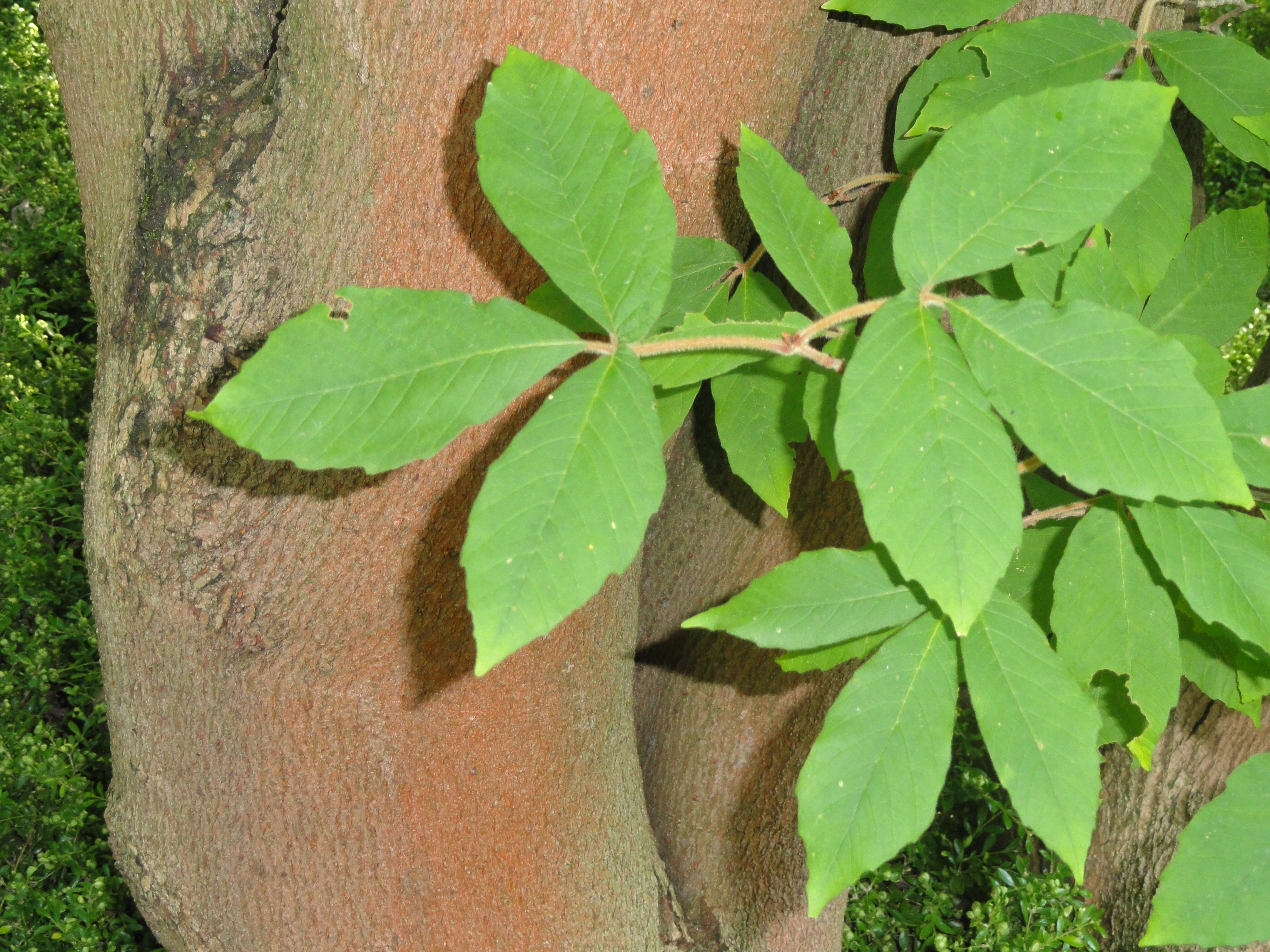
Hojas

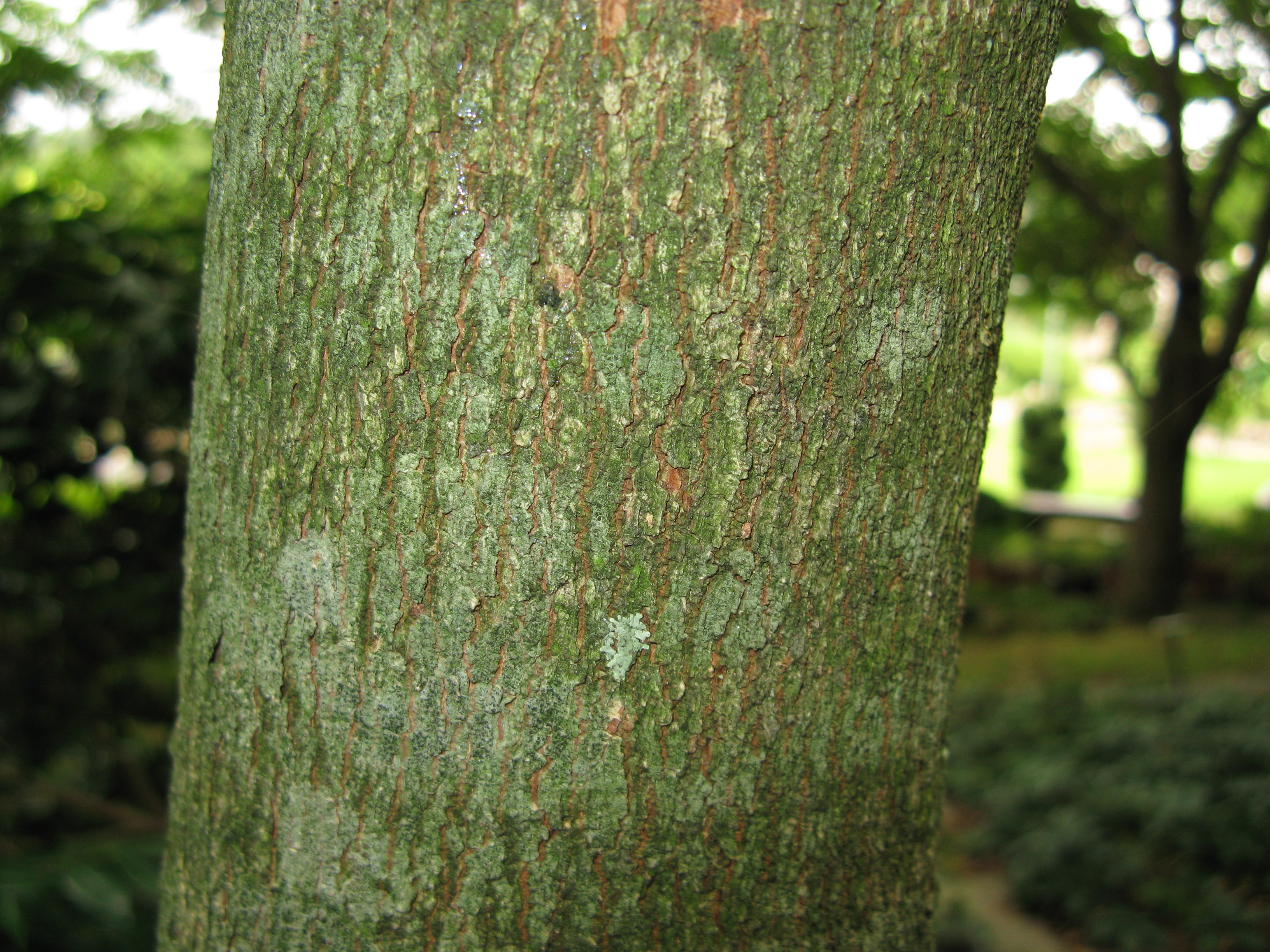
Tronco

## Descripción
Es un árbol caducifolio que puede alcanzar una altura de 15 a 20 m (30 a 45 pies), pero generalmente es más pequeño. Se trata de un arce trifoliado, emparentado con las demás especies como el árbol florado de arce (Acer triflorum) y el arce de papel (Acer griseum), pero tiene una corteza lisa, gris y diferente a la corteza exfoliante de los demás.
Las hojas tienen un pecíolo de 3 a 5 centímetros (1,2 a 2,0 pulgadas) con tres alas, las hojas son oblongas de 5 a 15 centímetros (2,0 a 5,9 pulgadas) de largo y de 3 a 6 centímetros (1,2 a 2,4 pulgadas) de ancho, con pubescencia densa, suave y márgenes lisos. La dura sámara se extiende horizontalmente de 3,5 a 6 centímetros (1,4 a 2,4 pulgadas) de largo y 1,2 centímetros (0,47 pulgadas) de ancho y tiene las mismas tendencias partenocárpicas que las de A. griseum.

## Variedades
La población china es tratada a veces como una subespecie separada de la A. maximowiczianum a una llamada megalocarpum (Rehder) A.E.Murray, pero este orden no es reconocido como algo distinto de la Flora de China.
Muchos textos antiguos se refieren a las especies bajo su sinónimo A. nikoense Maxim., pero como Maximowicz había citado también el nombre Negundo nikoense Miq. en la sinonimia, su nuevo nombre tenía que ser considerado como el mismo que el del CINB. Miquel señaló que su Negundo nikoense era en realidad una planta diferente al arce que Maximowicz tenía la intención de describir, y por lo tanto dio al arce Nikko un nuevo nombre, en honor a Maximowicz, en el proceso.

## Taxonomía
Acer maximowiczianum fue descrita por Friedrich Anton Wilhelm Miquel y publicado en Archives Neerlandaises 2: 472, 478. 1867.
Etimología
Acer: nombre genérico que procede del latín ǎcěr, -ĕris = (afilado), referido a las puntas características de las hojas o a la dureza de la madera que, supuestamente, se utilizaría para fabricar lanzas. Ya citado en, entre otros, Plinio el Viejo, 16, XXVI/XXVII, refiriéndose a unas cuantas especies de Arce.
maximowiczianum: epíteto otorgado en honor el botánico ruso Carl Johann Maximowicz.
Sinonimia
- Acer maximowiczianum subsp. megalocarpum (Rehder) A.E.Murray
- Acer nikoense var. megalocarpum Rehder
- Acer nikoense subsp. megalocarpum (Rehder) A.E.Murray[8]